# نیو-شونبیک
نیو-شونبیک (به هلندی: Nieuw-Schoonebeek) یک منطقهٔ مسکونی در هلند است که در امن (درنته) واقع شده‌است. نیو-شونبیک ۱٬۳۲۰ نفر جمعیت دارد.